# Herakleon
Herakleon (altgriechisch Ἡρακλέων Hērakléōn) war ein Günstling des seleukidischen Königs Antiochos VIII. und vielleicht hoher Offizier. Er ermordete im Jahr 98/97 v. Chr. den Herrscher und regierte danach einige Jahre eigenständig.
Herakleon soll aus Berrhoia (wahrscheinlich Aleppo) stammen. Da von ihm gesagt wird, dass er sich um die Disziplin der Soldaten bemühte, kann vermutet werden, dass er ein hoher Offizier war. Die Hintergründe seiner Mordtat sind nicht überliefert. Vielleicht wollte er selbst den Thron besteigen und er regierte tatsächlich für einige Zeit in Nordsyrien. Da hier ab 88 v. Chr. ein gewisser Straton herrschte, kann diese Herrschaft jedoch nicht lange gedauert haben. Es ist ungewiss, ob Herakleon den Königstitel annahm. Von ihm sind keine eigenen Münzen überliefert.